# Cista nazopalatinalnog kanala
Cista nazopalatinalnog kanala (skraćeno CNK) retka je razvojna, neodontogena cista gornje vilice, lokalizovana u predelu središnje (medijalne) linije između gornjih centralnih sekutića. Cista nazopalatinalnig kanala je retka patološka lezija, sporog rasta i evolucije. Osnovne dijagnostičke procedure su radiografija, test elektroprovodljivosti zuba i patohistološka analiza, a metoda izbora u lečenju je enukleacija cistične promene. Iako se navodi da kod CNK nije zabeležena pojava maligne alteracije epitela, neki od autora ipak preporučuju da se hirurška intervencija radi u dve faze, pri čemu bi se u prvoj fazi radila aspiraciona biopsija, a nakon dobijanja patohistološkog nalaza hirurško uklanjanje promene.

## Istorija
Cista nazopalatinalnog kanala prvi put je opisana 1914. godine Savremena medicina više ne spominje lečenje cista vilica hemijskim sredstvima, kako je to spomenuoto u istoriji maksilofacijalne hirurgije, jer su postupci nemedicinski iz više razloga: mogu uticati na nastank karcinoma i drugih lokalnoinvazivnih tumora iz epitela cistične čahure i otvaranje puta za ulaszak infekcije sa svim mogućim posledicama njenog širenja.

## Epidemiologija
Učestalost pojave ovih cističnih promena veoma je mala i kreće se oko 1%, od svih neodontogenih cista vilica.
Rasa
Prema podacima iz literature, ne postoji rasna predispozicija za njihovu pojavu,
Pol
Javljaju se oko dva puta češće kod muškaraca nego kod žena
Živona dob
kod osoba svih starosnih kategorija, ali najčešće između 30 i 60 godina života.

## Etiopatogeneza
Razvija se u koštanom tkivu gornje vilice, u predelu medijalne linije i smatra se da vodi poreklo od epitelnog tkiva nazopalatinalnog kanala. Patogeneza ovih promena još uvek je nepoznata, jer su postojeće teorije nejasno objašnjavaju inicijalni stimulus koji bi mogao da indukuje proliferaciju epitela.
Ciste nazopalatinalnog kanala nastaju proliferacijom epitela koji nije u vezi sa odontogenim tkivima, koji može da se nalazi u nazopalatinalnom ili nazolakrimalnom kanalu. Epitelni sloj CNK veoma je promenjljiv, ali u većini slučajeva (71,8%), sreće se skvamozni epitel, sa respiratornim epitelom ili bez njega. Međutim prema nekim podacima iz literature čak i kod 93% slučaja patohistološki je registrovano prisustvo nekeratinizirajućeg skvamoznog epitela, kaoi moguće prisustvo drugih tipova epitela.
Swanson i sar. analizirajući retrospektivno 334 slučaja CNK, primetili su da je kod 20% bio prisutan respiratorni epitel. Kod 81% CNK, u zidu ciste, patohistološki se nalaze ćelije hronične inflamacije, a kod 71% i znaci sitnih hemoragija.

## Klinička slika
Rast ovih cista nije praćen nikakvim kliničkim simptomima, kod oko 50% slučajeva, ili čak 87% slučajeva; i zato se najčešće otkrivaju slučajno, rutinskim radiografisanjem.. Sa druge strane u kliničkoj slici ovih cista postoje neujednačeni podaci u literaturu, pa tako:
- Swanson i sar.navode podatak da su ove promene kod najmanje 70% slučajeva praćene kliničkom simptomatologijom.[8]
- Bodin i sar. iznose slične podatke − da kod više od 50% slučajeva postoje klinički simptomi.[10]

Kod slučajeva gde su postojali klinički simptomi, najčešće je prisutna kombinacija navedenih simptoma:
- Manje ili više izražen otok u prednjem delu tvrdog nepca (u 52−88% bolesnika).
- Dislokacija korenova centralnih maksilarnih sekutića koja se javlja kod 25% bolesnika.
- Bol koji se javlja kod 23% bolesnika.
- Devitalizacija zubne pulpe centralnih maksilarnih sekutića,
- Parestezija u inervacionoj zoni nervusa nazopalatinusa usled kompresije ciste na nerv.
- Fistula i slankast ukus u ustima.
- Otok sa vestibularne strane.
- Resorpcija koštanog poda nosne duplje ili viličnog sinusa (javljaju se vrlo retko, uglavnom se zapažaju kod velikih nazopalatinalnih cista).[4][1]

## Dijagnoza
Pri sumnji na postojanje CNK, u dijagnostici je dovoljno koristiti rutinske metode: 
- Ispitivanje testa elektroprovodljivosti centralnih maksilarnih sekutića.
- Ortopantomografsku, retroalveolnu i okluzalnu radiografiju, na kojoj se cista opisuje kao kruškoliko, jasno ograničeno rasvetljenje u medijalnoj liniji gornje vilice, između korenova centralnih gornjih sekutića, sa mogućom dislokacijom korenova ovih zuba.

Danas neki neki autori predlažu uvođenje kompjuterizovane tomografije u rutinsku dijagnostičku proceduru, objašnjavujući to činjenicom:
...da je diferencijacija CNK u odnosu na druge patološke entitete koji se mogu javiti u ovoj regiji, kao i odnos promene prema susednim anatomskim strukturama, daleko jasnija i preciznija 6, 10−12. Ne zanemarujući prednosti KT, ali imajući u vidu njenu cenu i dostupnost, smatramo da CNK može da se i klinički vrlo precizno dijagnostikuje uz primenu standardnih radiografskih metoda.

## Diferencijalna dijagnoza
Diferencijalno dijagnostički, treba imati u vidu i druge patološke entitete, koji moraju da se uzmu u obzir prilikom sumnje na CNK, kao što su: 
- radikularna vilična cista.[4]
- neke druge odontogene ciste (lateralna radikularna cista, lateralna periodontalna cista, odontogena keratocista),
- odontogeni tumori (ameloblastom, odontogeni miksom) i neodontogeni tumori

## Terapija
Lečenja ovih cista zasniva se na delimičnom ili potpunom odstranjenju cističnog sakusa. Da li će se raditi cistektomiju ili cistostomija - pri odlučivanju se mora uzeti u obzir opšte stanje i starost pacijenta. Zbog toga što sve ciste mogu biti fakultativno predkancerozno stanje neophodno je cistu potpuno odstraniti i uvek poslati na histopatološki pregled. Kada se donese odluka za cistostomiju, a patohistološki nalaz pokaže malignitet, preostali deo cističnog sakusa može se odstraniti u drugom operativnom zahvatu.

## Prognoza
Nakon korektno sprovedene kliničke dijagnostike i operativnog lečenja u najvećem broju slučajeva ne dolazi do pojave recidiva.

## Literatura
- Meyer, AW (1914). „A unique supernumerary paranasal sinus directly above the superior incisors”. J Anat. 48: 118—129..
- Albayram, MS;  . (2001). „Radiology quiz case: Nasopalatine duct cyst”. Arch Otolaryngol Head Neck Surg. 127: 1283—1285..
- Gnanasekhar, JD;  . (1995). „Misdiagnosis and mismanagement of a nasopalatine duct cyst and its corrective therapy: A case report”. Oral Surg Oral Med Oral Pathol Oral Radiol Endod. 80: 465—470..
- Swanson, KS;  . (1991). „Nasopalatine duct cyst: An analysis of 334 cases”. J Oral Maxillofac Surg. 49: 268—271..
- Elliott, KA;  . (2004). „Diagnosis and surgical management of nasopalatine duct cysts”. Laryngoscope. 114: 1336—1340..
- Daley, T. D.;  . (1994). „Relative incidence of odontogenic tumors and oral and jaw cysts in a Canadian population”. Oral Surg Oral Med Oral Pathol. 77: 276—280..

## Spoljašnje veze
|  | Molimo Vas, obratite pažnju na važno upozorenje u vezi sa temama iz oblasti medicine (zdravlja). |